# Эльжановский, Казимир Юлианович
Казимир Юлианович Эльжановский (1832—1904 ) — русский военный деятель, генерал от инфантерии (1893). Герой Русско-турецкой войны.

## Биография
Поступил на службу в 1851 году по окончании Московского 1-го кадетского корпуса.  С 1853 года участник Крымской войны. В 1854 году произведён в  подпоручики и поручики.
В 1860 году произведён в штабс-капитаны. С 1863 года участник подавления Польского мятежа, за храбрость в этой компании был награждён орденом Святой Анны III степени с мечами и бантом.
В 1864 году произведён в капитаны, в 1867 году произведён в полковники. С 1871 года назначен командиром 98-го Юрьевского пехотного полка. С 1875 года находился в запасных войсках. С 1876 года назначен командиром Калужского 5-го пехотного полка.  В 1877 году произведён в генерал-майоры, временно исполнял обязанности начальника 2-й пехотной дивизии.  Участник Русско-турецкой войны, был контужен. 30 октября 1877 года за храбрость был награждён орденом Святого Георгия IV степени.
С 1878 года командир 2-й бригады 17-й пехотной дивизии. В 1888 году произведён в генерал-лейтенанты. С 1889 года начальник 27-й пехотной дивизии. С 1890 года начальник 34-й пехотной дивизии. В 1893 году произведён в генералы от инфантерии с увольнением в отставку.
Был награждён всеми орденами, вплоть до ордена Святой Анны I степени пожалованного ему в 1891 году.